# Балка Широка (притока Попільні)
Балка Широка — балка (річка) в Україні у Лозівському районі Харківської області. Права притока річки Попільні (басейн Сіверського Дінця).

## Опис
Довжина балки приблизно 7,80 км, найкоротша відстань між витоком і гирлом — 5,30 км, коефіцієнт звивистості річки — 1,47. Формується декількома струмками та загатами. На деяких ділянках балка пересихає.

## Розташування
Бере початок у селі Перемога. Тече переважно на північний схід через село Червоний Кут і на північно-західній стороні від села Бритай впадає в річку Попільню (Краснопавлівське водосховище), ліву притоку річки Бритаю.

## Цікаві факти
- У XX столітті на балці існували молочно-тваринна ферма (МТФ), газгольдер та декілька газових свердловин[2], а у XIX столітті — багато вітряних млинів[1].